# Werbelin

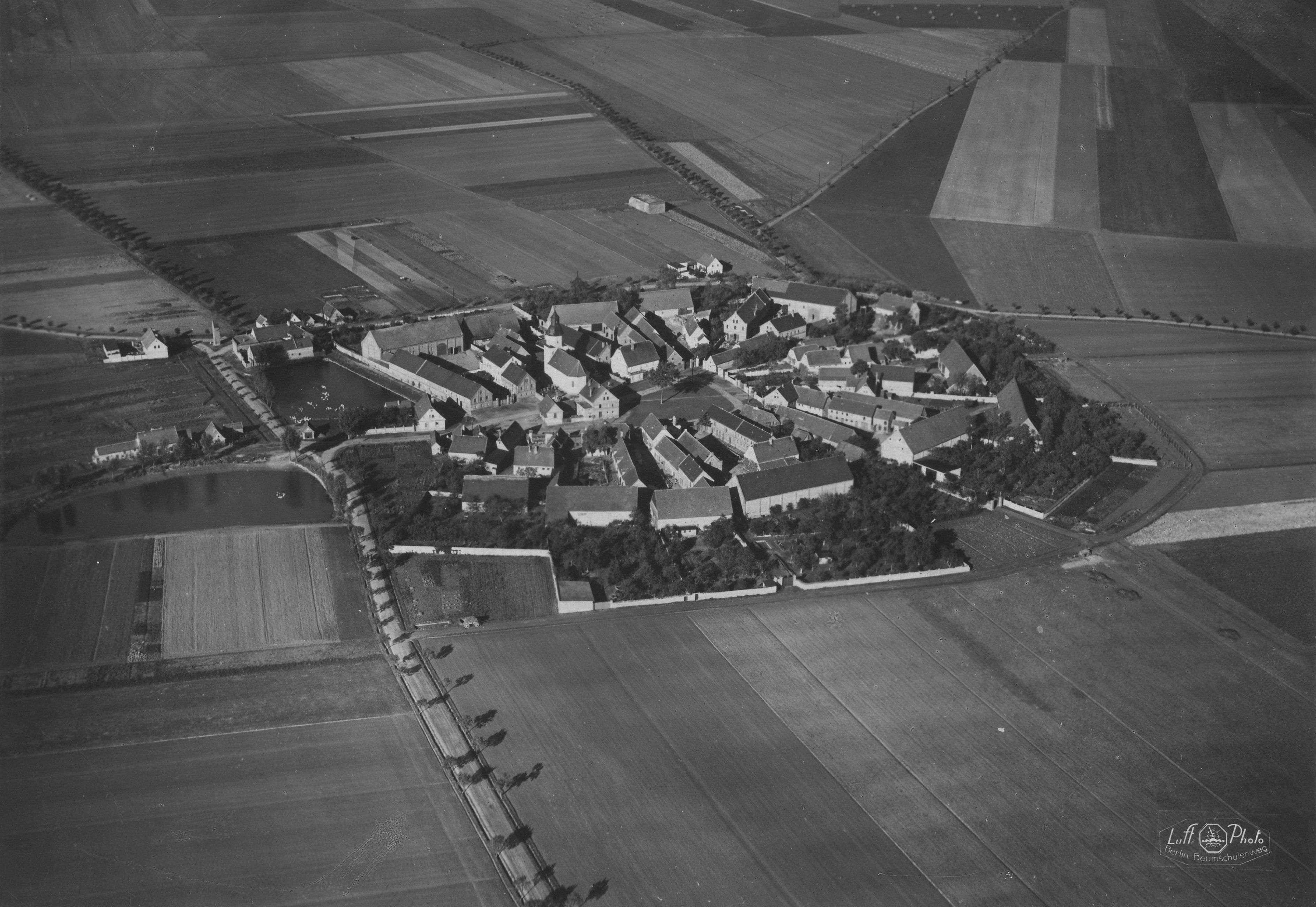
Luftbild (1920)

Werbelin ist eine moderne Wüstung, die sich südwestlich von Delitzsch befand und mit seinem Nachbarort Kattersnaundorf dem Braunkohleabbau durch den Tagebau Delitzsch-Südwest zum Opfer fiel. Heute erinnert nur noch der Werbeliner See an das einstige Dorf, dessen östlich des Sees gelegene Flur zur Gemeinde Rackwitz im Landkreis Nordsachsen (Freistaat Sachsen) gehört.

## Geographische Lage
Werbelin lag in der Leipziger Tieflandsbucht zwischen Delitzsch im Norden und Leipzig im Süden. Die Flur des ehemaligen Orts liegt am Ostrand des Werbeliner Sees (ehemaliges Hauptrestloch des Tagebaus Delitzsch-Südwest). Sie ist heute als Ausbuchtung in den See erkennbar. Nachbarorte von Werbelin waren im Norden der ebenfalls devastierte Ort Kattersnaundorf, im Osten Brodenaundorf und Lemsel, im Süden Wolteritz und im Westen Zwochau (Ortsteil Flemsdorf).

## Geschichte
Werbelin wurde erstmals im Jahre 1349 als „Werblin“ im Lehnbuch des Markgrafen von Meißen, Friedrichs des Strengen urkundlich erwähnt. Der Ortsname geht auf das altsorbische Wort „Verba“ (Bedeutung: „Weide“) zurück. Das Dorf war als Rundling mit einer einzigen Ortszufahrt aus südlicher Richtung angelegt. Um den Ort führte ein Feldweg. Die 14 Gehöfte gruppierten sich fächerförmig um den zentral gelegenen Dorfplatz. Vom 16. Jahrhundert bis 1840 gehörte Werbelin zum Rittergut Neuhaus bei Paupitzsch. Der Ort lag von jeher in der „Pflege Delitzsch“, welche später als Amt Delitzsch zum Kurfürstentum bzw. Königreich Sachsen gehörte.
Durch die Beschlüsse des Wiener Kongresses kam Werbelin 1815 zu Preußen und wurde 1816 dem Kreis Delitzsch im Regierungsbezirk Merseburg der Provinz Sachsen zugeteilt, zu dem es bis 1952 gehörte. In dem landwirtschaftlich geprägten Dorf wohnten 1850 ca. 150 Personen, 1875 waren es 194 Einwohner. Im Zuge der Kreisreform in der DDR von 1952 wurde Werbelin dem neu zugeschnittenen Kreis Delitzsch im Bezirk Leipzig zugeteilt. Am 1. Januar 1957 erfolgte die Eingemeindung in den Nachbarort Kattersnaundorf.
Durch den auf dem 8. SED-Parteitag 1971 getroffenen Entschluss des „Ausbaus der energetischen Basis“ in der DDR wurde der bisher landwirtschaftlich geprägte Landkreis Delitzsch zum Bergbaugebiet erklärt. Für die Gewinnung von Braunkohle war im Gebiet um Delitzsch der Aufschluss von fünf Tagebauen vorgesehen. Dadurch wurde Werbelin zum Bergbauschutzgebiet erklärt, d. h., dass im Ort keine Gebäude neu erbaut werden durften, keine aufwändigen Instandsetzungen mehr erfolgten und im Ort keine Bestattungen mehr vorgenommen wurden. Mit dem Aufschluss des Tagebaus Delitzsch-Südwest begann im Jahr 1976 der großflächige Abbau von Braunkohle in unmittelbarer Nähe nördlich von Werbelin. Als Folge mussten die 185 Einwohner von Kattersnaundorf 1981 ihre Heimat verlassen. Die devastierte Flur von Kattersnaundorf und der Ort Werbelin wurden seit 1981 von Zschortau aus verwaltet. Der um einen nördlich von Werbelin gelegenen Punkt entgegen dem Uhrzeigersinn schwenkende Tagebau erreichte Ende der 1980er Jahre den Ort. Aus diesem Grund wurden die 130 Bewohner in den Jahren 1990/91 ausgesiedelt. Da mit der Deutschen Wiedervereinigung 1989/90 die vorzeitige rasche Stilllegung des Tagebaus Delitzsch-Südwest beschlossen war, geschah die 1992 durchgeführte Devastierung des Orts unter massiven Protesten der Bevölkerung. Bereits ein Jahr später wurde der Tagebau geschlossen, wodurch die eigentliche Ortsflur von Werbelin nicht mehr abgebaggert wurde.

### Werbelin heute
Die Flur von Werbelin gehörte nach der Devastierung des Orts weiterhin zu Zschortau. Mit dessen Eingemeindung am 1. März 2004 kam sie zur Gemeinde Rackwitz.
Bei der Renaturierung des Hauptrestlochs des ehemaligen Tagebaus Delitzsch-Südwest wurde im nordöstlichen Abschnitt die Ortslage Werbelins als Landzunge ausgeformt. Eine Gedenkstätte erinnert an die abgerissene Gemeinde. Beim jährlichen Werbelin-Treffen im Jahr 1999 pflanzten die ehemaligen Einwohner am ehemaligen Dorfplatz eine Eiche. Jedes Jahr findet seitdem am Sonntag nach Pfingsten die „Eichel-Kirmes“, das Treffen der Werbeliner, statt. 1998 begann die Flutung des Hauptrestlochs, wodurch der nach Werbelin benannte Werbeliner See entstand. Der seit 2010 vollständig geflutete See ist mit seinen 440 ha der größte im ehemaligen Tagebauraum Delitzsch/Breitenfeld.

## Sonstiges
In Werbelin wurde 1989 ein großer Teil des DDR-DEFA-Films Abschiedsdisco gedreht.